# Opsidia eknomekostoma
Opsidia eknomekostoma är en tvåvingeart som beskrevs av Thomas Pape 2002. Opsidia eknomekostoma ingår i släktet Opsidia och familjen köttflugor. Inga underarter finns listade i Catalogue of Life.